# Igor Cukrov
Igor Cukrov (Sebenico, 6 giugno 1984) è un cantante croato.
Ha partecipato all'Eurovision Song Contest 2009 come rappresentante della Croazia presentando il brano Lijepa Tena insieme ad Andrea Šušnjara.